# Flynn Downes
 Flynn Downes (* 20. Januar 1999 in Brentwood) ist ein englischer Fußballspieler, der bei West Ham United in der Premier League unter Vertrag steht. Seit Sommer 2023 ist er an Southampton verliehen. Zwischen 2017 und 2019 spielte er zudem für englische Nachwuchsnationalmannschaften.

## Karriere

### Verein
Der aus der eigenen Jugendakademie stammende Flynn Downes debütierte am 5. August 2017 im Alter von achtzehn Jahren für den Zweitligisten Ipswich Town bei einem 1:0-Heimsieg über Birmingham City. In der Hinrunde der EFL Championship 2017/18 wurde er bis Ende November 2017 in neun weiteren Spielen von Trainer Mick McCarthy eingesetzt, ehe der Verein ihn am 31. Januar 2018 für die Rückrunde an den Viertligisten Luton Town auslieh. Der 19-Jährige absolvierte zehn Ligapartien in der EFL League Two 2017/18 für den Verein und feierte am Saisonende mit seinem Team als Tabellenzweiter den Aufstieg in die dritte Liga. Nach seiner Rückkehr nach Ipswich kam Downes (30 Spiele / 1 Tor) regelmäßig für seine Mannschaft zum Einsatz, musste jedoch mit Ipswich Town den Abstieg als Tabellenletzter der EFL Championship 2018/19 hinnehmen. In den folgenden zwei Spielzeiten verpasste er mit seinem Verein als Tabellenelfter- bzw. neunter die Rückkehr in die zweite Liga, kam mit 29 sowie 24 Ligaspielen aber weiterhin konstant zum Einsatz.
Am 10. August 2021 wechselte Flynn Downes zum Zweitligisten Swansea City, wo er einen Vierjahresvertrag unterzeichnete. Nach zwei Spiele für Swansea in der EFL Championship 2021/22 sorgte eine hartnäckige COVID-19-Infektion für einen knapp einmonatigen Ausfall des Mittelfeldspielers. Nach seiner Rückkehr bestritt er bis zum Saisonende insgesamt 37 Ligapartien für sein Team, das die Spielzeit als Tabellenfünfzehnter abschloss. Downes komplettierte 92,6 % seiner 2.465 Passversuche in der EFL Championship, was den besten Wert aller Spieler der oberen vier englischen Ligen darstellte.
Anfang Juli 2022 wurde der 23-Jährige vom Erstligisten West Ham United für eine Ablösesumme von 12 Millionen Pfund unter Vertrag genommen. Bei dem Verein aus London, den er als Heranwachsender als Fan verfolgte, unterschrieb er einen Fünfjahresvertrag. Seit Sommer 2023 ist er an den FC Southampton verliehen.

### Nationalmannschaft
Flynn Downes debütierte am 5. September 2017 für die englische U-19-Nationalmannschaft bei einer 1:3-Heimniederlage gegen Deutschland. Nach vier weiteren Spielen für die englische U-19, bestritt er am 19. November 2018 sein erstes Spiel für die U-20-Auswahlmannschaft seines Heimatlandes bei einem 2:0-Heimsieg gegen die deutsche U-20.